# 禾叶贝母兰
禾叶贝母兰（学名：Coelogyne viscosa），为兰科贝母兰属下的一个植物种。